# Leuconephra octias
Leuconephra octias là một loài bướm đêm trong họ Noctuidae.